# Ryjówek tamilski
Ryjówek tamilski (Suncus dayi) – gatunek owadożernego ssaka z rodziny ryjówkowatych (Soricidae). Występuje w enemicznie w Indiach. Zamieszkuje głównie pasmo górskie Ghaty Zachodnie i Upper Bhavani w stanie Tamilnadu. Gatunek ten aktywny głównie nocą i o zmierzchu. Zamieszkuje wiecznie zielone, górskie lasy do wysokości 1500–2500 m n.p.m. Na podstawie analizy sekwencji RNA przeprowadzonej przez Querouila i współpracowników stwierdzono, że S. dayi jest taksonem siostrzanym afrykańskiego gatunku Suncus megalura. Liczebność populacji nieznana, znany jedynie z pięciu okazów. W Czerwonej księdze gatunków zagrożonych Międzynarodowej Unii Ochrony Przyrody i Jej Zasobów został zaliczony do kategorii EN (zagrożony). Gatunek ten żyje na małym obszarze, a głównym zagrożeniem są plantacje.